# 奥保多聞
奥保 多聞（おくも たもん、1938年2月6日 -　）大阪芸術大学名誉教授。一級建築士で専門は建築設計と都市計画。一般社団法人 温暖化防止推進協会副理事長。日中地域間連携ネットワーク大阪代表

## 経歴
大連市生まれ。石本喜久治とは遠縁。 1962年早稲田大学理工学部建築学科卒業。1964年 早稲田大学大学院修士課程修了。丹下健三+都市建築設計研究所入所。1968年から日本万国博基幹施設グループ「TEAM BARK」に参加し、日本万国博覧会場「お祭り広場」大屋根グループに。1970年 丹下健三+都市建築設計研究所退所。奥保建築設計事務所代表取締役就任。 大阪芸術大学建築学科專任講師。1977年同校助教授。1984年同校教授。1992-97 年 同校科長。2008年退職。

## 文献
- イヤーブック : 大阪芸術大学芸術学部建築学科　大阪芸術大学芸術学部建築学科編集　大阪芸術大学芸術学部建築学科 2018.2
- 大阪芸術大学芸術学部建築学科創立50周年記念誌　大阪芸術大学建築学科創立50周年記念事業実行委員会 2018.1
- SDレビューの25年 1982‐2005　SDレビュー25周年記念